# Heckler & Koch P30
La P30 es una pistola semiautomática con marco de polímero de Heckler & Koch, disponible en 9 × 19 mm Parabellum y .40 S&W.
Los primeros prototipos del P30 se denominaron P3000. El fabricante comercializa la P30 como una pistola de servicio policial.
En 2006, la Administración Federal de Aduanas de Alemania había adquirido 13.500 unidades del P30 para sus fuerzas, lo que los convirtió en el primer cliente del P30. Además, el Servicio de Policía de Noruega se ha pronunciado a favor de la pistola P30 con un pedido de aproximadamente 7.000 piezas [2].
En octubre de 2008, se concedió a la policía cantonal de Zurich, Suiza, la compra de un número no revelado de P30 por un valor de 1,6 millones de CHF (1,35 millones de dólares EE.UU.), en sustitución del SIG P228 utilizado anteriormente [3].
A finales de noviembre de 2008, la Bundespolizei alemana ordenó 30.000 P30 con la opción de otros 5.000. Las entregas se realizarán entre el verano de 2009 y 2011. [4]
En abril de 2010, la policía estatal de Hessen (Alemania) ordenó el P30 V2. Además, los funcionarios penitenciarios de las prisiones estatales de Hessen estarán equipados con este modelo. [5]
La variante P30 NL (H3) se estaba considerando para el servicio de policía holandés. Esta pistola terminó en segundo lugar en una licitación europea, después de que la ganadora SIG Sauer P250 fuera rechazada en noviembre de 2011, y antes de la Walther P99Q NL (H3) y la Beretta Px4 Storm. Cuando el ministro Ivo Opstelten concluyó que SIG Sauer no podía ofrecer la calidad requerida en un entorno de producción en masa, eligió el P30 NL (H3). [6] [7] [8] Sin embargo, Walther y Beretta apelaron ante los tribunales, insistiendo en que se debería iniciar un nuevo procedimiento de licitación. El 24 de enero de 2012, el tribunal decidió que debía organizarse un nuevo proceso de licitación. Opstelten optó por iniciar un nuevo proceso de licitación rápido y riguroso que permite elegir otro producto en caso de que el ganador sea rechazado. Esto retrasará la introducción de una nueva pistola policial entre uno y un año y medio, según el Ministerio de Seguridad y Justicia de los Países Bajos. [9] [10] [11] En octubre de 2012 quedó claro que la P99Q NL (H3) sucederá a las pistolas Walther P5 y Glock 17 en 2013-2014. [12] [13]
- Datos: Q1563890
- Multimedia: Heckler & Koch P30 / Q1563890